# Guzmania brackeana
Guzmania brackeana är en gräsväxtart som beskrevs av José Manuel Manzanares. Guzmania brackeana ingår i släktet Guzmania och familjen Bromeliaceae. Inga underarter finns listade i Catalogue of Life.